# Pombo-das-canárias
Pombo-das-canárias ou pombo-rabil (nome científico: Columba junoniae) é uma espécie de ave pertencente à família Columbidae, endêmica das ilhas Canárias. Habita a floresta laurissilva dessas ilhas.